# Paralelo 41 Sur
El Paralelo 41 S es el paralelo que está 41° grados al sur del plano ecuatorial terrestre.
A esta latitud el día dura 9 horas con 13 minutos en el solsticio de junio y 15 horas con 8 minutos en el solsticio de diciembre.
Comenzando por el meridiano de Greenwich y tomando la dirección este, el paralelo 41 sur pasa por:
| País, territorio o mar | Notas                      |
| ---------------------- | -------------------------- |
| Océano Atlántico       |                            |
| Océano Índico          |                            |
| Australia              | Isla de Tasmania, Tasmania |
| Mar de Tasmania        |                            |
| Nueva Zelanda          | Isla Sur                   |
| Estrecho de Cook       |                            |
| Nueva Zelanda          | Isla Norte                 |
| Océano Pacífico        |                            |
| Chile                  | Región de Los Lagos        |
| Argentina              | Río Negro                  |
| Argentina              | Golfo San Matías           |
| Océano Atlántico       |                            |